# Мелюшки
Мелю́шки — село в Україні, у Хорольській міській громаді Лубенського району Полтавської області. Населення становить 436 осіб. До 2020 орган місцевого самоврядування — Ковалівська сільська рада. Батьківщина українського поета-романтика Левка Боровиковського (1806—1889).

## Географія
Село Мелюшки розташоване на лівому березі річки Хорол, вище за течією на відстані 2 км розташоване село Петрівці (Миргородський район), нижче за течією на відстані 0,5 км — село Ковалі, на протилежному березі — село Княжа Лука. Річка в цьому місці звивиста, утворює лимани, стариці та заболочені озера. Поруч проходить автомобільна дорога Т 1715. 
На захід від села розташоване заповідне урочище «Мелюшки», на північ від центральної частини села — ботанічна пам'ятка природи «Дуби черешчаті».

## Історія
З 1917 — у складі УНР, з 1918 — у складі Української Держави Гетьмана Павла Скоропадського. З 1921 — стабільний окупаційний режим комуністів.
12 червня 2020 року, відповідно до розпорядження Кабінету Міністрів України № 721-р «Про визначення адміністративних центрів та затвердження територій територіальних громад Полтавської області», село увійшло до складу Хорольської міської громади..
19 липня 2020 року, в результаті адміністративно - територіальної реформи та ліквідації Хорольського району, село увійшло до складу новоутвореного Лубенського району.

## Політика

### Парламентські вибори, 2019
На позачергових парламентських виборах 2019 року у селі функціонувала окрема виборча дільниця № 530882, розташована у приміщенні клубу.
Результати
- зареєстровано 264 виборці, явка 65,15%, найбільше голосів віддано за «Слугу народу» — 52,07%, за Всеукраїнське об'єднання «Батьківщина» — 13,61%, за «Опозиційну платформу — За життя» — 12,43%.[3] В одномандатному окрузі найбільше голосів отримала Анастасія Ляшенко (Слуга народу) — 30,72%, за Фахраддіна Мухтарова (самовисування) — 16,87%, за Костянтина Іщейкіна (самовисування) — 15,06%[4].

## Економіка
- Молочно-товарна ферма.

## Відомі персоналії
- Левко Боровиковський (1806—1889), поет, фольклорист, етнограф
- Городенська (уродж. Чемерис) Катерина Григорівна (1948) — український мовознавець, фахівець з граматики, доктор філологічних наук (1991), професор (1993). Завідувач відділу граматики Інституту української мови НАН України. Лауреат премії імені О. О. Потебні НАН України (2005).